# Louis Jacques Ruelle de Santerre
Pour les articles homonymes, voir Ruelle (homonymie).
Ne doit pas être confondu avec Antoine Joseph Santerre.
Louis Jacques Ruelle de Santerre, né le 22 septembre 1739 à Versailles (Yvelines), mort le 24 janvier 1802 à Lille (Nord), est un général de brigade de la Révolution française.

## États de service
Il entre en service le 28 novembre 1756, comme volontaire dans le régiment Colonel-Général dragons, et il participe aux campagnes en Hanovre de 1757 et 1758. Il devient lieutenant le 13 février 1759, au régiment de Languedoc dragons, puis il passe sous-lieutenant de grenadiers le 1er juin 1759, avant de recevoir son brevet de capitaine en second de cavalerie le 20 juin 1759. De 1759 à 1761, il fait la guerre au Canada, et il est promu capitaine de cavalerie le 1er janvier 1760. Il reçoit une blessure le 28 avril 1760 à la Bataille de Sainte-Foy. 
De retour en France, il redevient sous-lieutenant au régiment de Languedoc le 31 mars 1763, puis sous-lieutenant de chasseurs en octobre 1764, et lieutenant le 24 décembre 1766. En 1768, il est envoyé en Corse, et le 20 juillet 1768, il est nommé lieutenant des chasseurs, puis capitaine le 24 mars 1769. Il participe à la campagne en Amérique de 1780 à 1781.
Il est élevé au grade de lieutenant-colonel le 5 février 1792, à l’armée des Alpes, et le 29 juin 1792, il est nommé colonel au 35e régiment d’infanterie. Il est promu général de brigade provisoire le 24 août 1793, par les représentants en mission Dubois-Crancé et Gauthier. Il est suspendu de ses fonctions le 7 octobre 1793, et le 3 septembre 1794, il est autorisé à prendre sa retraite.
Pensionné le 27 juin 1796, il meurt le 24 janvier 1802, à Lille.

## Sources
- (en) « Generals Who Served in the French Army during the Period 1789 - 1814: Eberle to Exelmans »
- Étienne Charavay, Correspondance général de Carnot, tome 3, imprimerie Nationale, 1897, p. 504.
- Étienne Charavay, Carnet de la Sabre-tache, volume 13, Berger-Levrault et cie, 1904, p. 602, 733, 763.